# Myrthen
Robert Schumanns im Jahr 1840 entstandene Myrthen op. 25, im Untertitel als Liederkreis von Göthe, Rückert, Byron, Th. Moore, Heine, Burns & J. Mosen veröffentlicht, sind ein Liederzyklus in vier Heften, den Schumann seiner Braut Clara Wieck widmete und ihr zur Hochzeit am 12. September 1840 schenkte.

## Entstehung
Die Entstehung der Myrthen fällt in Schumanns „Liederjahr“ 1840. Als erstes Lied notiert er am 23. Januar in sein „Berliner Liederbuch“ die erste Fassung der Heine-Vertonung Du bist wie eine Blume, die spätere Nr. 24, anschließend noch ungeordnet weitere Lieder, die später die Grundlage mehrerer Liederzyklen bilden. Rebecca Grotjahn vermutet, dass „die Idee zur zyklischen Zusammenfassung der Lieder erst allmählich gereift zu sein“ scheint. Sie weist auch nach, dass die Lieder zunächst in mehreren Heften nach Dichtern angeordnet werden sollten. „Die später als Myrthen publizierten Lieder waren […] als ein Goethe- und ein Burns-Heft sowie zwei gemischte Hefte gedacht.“ Erst nachdem im Frühjahr 1840 die überwiegende Mehrzahl der Lieder skizziert oder komponiert war, begann Schumann, Überlegungen zur zyklischen Zusammenstellung nicht nur der Myrthen, sondern auch des Liederkreises op. 39 anzustellen. Die Aufteilung der Myrthen auf vier Hefte scheint sich früh herauskristallisiert zu haben, folgte aber nicht allein pragmatischen, die Drucklegung betreffenden Erwägungen, sondern auch zyklischen Ideen. Doch auch nach dieser formalen Strukturierung veränderte Schumann die Reihenfolge der Lieder noch mehrfach.
Schon am 7. März 1840 trägt Schumann seinem Verleger Kistner die Idee an, die Myrthen als „Brautgeschenk“ in Form eines „Liedercyklus‘ in vier Heften“ zu veröffentlichen. Nachdem schließlich das Gericht Clara und Robert am 1. August 1840 nach langem Rechtsstreit mit dem Brautvater Friedrich Wieck die Erlaubnis zur Eheschließung gegeben hatte, konnte Schumann am Vorabend ihrer Hochzeit Clara ein opulent ausgestattetes Exemplar des Erstdrucks der Myrthen überreichen. Die gedruckte Widmung „Seiner geliebten Braut“ verweist allerdings neben dem privaten Anlass auch auf eine Öffentlichkeit, der auf diese Weise das Ende des Rechtsstreites mitgeteilt wird. Schumann positioniert sich mit der Publikation, so Rebecca Grotjahn, nicht nur „als Mann, den glückliche Liebe zum Schaffen inspiriert hat“, der symbolische Werktitel „Myrthen“ sei auch „gleichermaßen Ausweis für den Erfolg des werbenden Mannes wie den des schaffenden Künstlers“.

## Zyklische Anordnung
Mehrheitlich ist in der musikwissenschaftlichen Diskussion den Myrthen eine planvolle Zyklizität abgesprochen worden. So vergleicht Karl H. Wörner sie mit „einem Kranz mit der bunten Fülle einzelner Blumen“, eine verbindende Idee fehle aber. Peter Gülke hält sie eher für eine „Liedsammlung […] als eine[n] kohärenten Zyklus“ und er vermutet „private Beweggründe“ für den Zyklus: dass es nämlich „der Lieder auch bedurfte, um der Braut noch näher zu sein als ohnehin schon“. Auch Arnfried Edler befindet, dass der Titel Myrthen […] lediglich auf die funktionale Bestimmung als Brautgabe für Clara zu beziehen [sei], er unterstreicht eher den lockeren Albumcharakter mit „Widmung“ und „Zum Schluss“ stehendem, auf die „Gelegenheit bezogenem Sinnspruch“. Zugrunde liegt diesen Auffassungen mehrheitlich ein Zyklusverständnis, das, vom Text ausgehend, Kohärenz an die Einheit des Autors knüpft, wie Schumann sie etwa in den Eichendorff-, Heine- oder anderen Liederzyklen verwirklicht. Dass Schumann aber, nach seinen Klavierzyklen der 1830er Jahre, spätestens ab 1840 mit unterschiedlichen Formen der zyklischen Anordnung von Liedern experimentiert und dass die Myrthen eines von mehreren Ergebnissen einer planvollen Zyklusbildung bilden, weist Rebecca Grotjahn in mehreren Aufsätzen nach. Sie befindet, das „Komponieren des Zyklus [beginne] mit dem Komponieren von Gedichten“ und Schumann sei in den Myrthen „in noch höherem Maße als in anderen […] Liederzyklen […] als Autor auch des Textes anzusehen“.
„Bei den Myrthen handelt es sich nicht um eine Reihe von 26 Liedern, sondern um vier Liederhefte, die in ihrem Aufbau aufeinander bezogen sind.“ Die Hefte I – III enthalten jeweils sechs Lieder, Heft IV umfasst acht Lieder, ist allerdings kürzer als die anderen Hefte. Jedes Heft enthält Lieder von drei oder vier Dichtern und wird dabei immer von einem Gedichtpaar eines Dichters abgeschlossen. Dabei belässt Schumann die originalen Reihenfolgen kaum, sondern schafft durch Umstellung, Paarbildung oder Kontrastierung einzelne, auch novellistische Liedblöcke und insgesamt eine neue formale Einheit.
Inhaltlich lassen sich beinahe alle Lieder auf die für Robert und Clara aktuellen Themen Liebessehnsucht und -schmerz, Braut- und Mutterschaft und ähnlichen zuordnen. Im Kern zusammengehalten wird der Zyklus aber durch die übergeordneten Themen Kunst, Freiheit und Liebe, die von biographischen Bezügen angeregt sind, über diese allerdings hinausgehen. „Die Lieder beziehen [sich] nicht nur jedes für sich auf die aktuelle Lebenssituation Schumanns – die Erwartung der Hochzeit und deren schwierige Vorgeschichte –, sondern geben insgesamt ein Bild seines künstlerischen Ichs.“ Vermittelt wird dieses Bild in privaten Codes und Chiffren, die vermutlich nur den Liebenden, teilweise wohl sogar nur Robert selbst vertraut waren. In den Myrthen variiert er die zentralen Themen, auch geschlechterspezifisch abgestuft, in miteinander korrespondierenden Liedern und Liedpaaren. Tonartlich schafft Schumann Zusammenhänge und Symmetrien, etwa in der Rahmentonart As-Dur und in quint- und terzverwandten Tonartfortschreitungen.; klanglich und motivisch verbindet er häufig Klaviernachspiele mit dem Beginn des folgenden Liedes oder mehrere Lieder untereinander.

## Liedtitel, Dichter, Ton- und Taktarten
| Nr. | Titel                                | Dichter                                                                   | Tonart       | Taktart  |
| --- | ------------------------------------ | ------------------------------------------------------------------------- | ------------ | -------- |
|     | Heft I                               |                                                                           |              |          |
| 1   | Widmung                              | Friedrich Rückert                                                         | As-Dur       | 3/2      |
| 2   | Freisinn                             | Johann Wolfgang von Goethe                                                | Es-Dur       | 4/4-Takt |
| 3   | Der Nussbaum                         | Julius Mosen                                                              | G-Dur        | 6/8      |
| 4   | Jemand                               | Robert Burns, dt. Gerhard                                                 | G-Dur/E-Dur  | 2/4      |
|     | Lieder aus dem Schenkenbuch im Divan | Goethe                                                                    |              |          |
| 5   | Nr. 1 Sitz’ ich allein               |                                                                           | E-Dur        | 2/4      |
| 6   | Nr. 2 Setze mir nicht, du Grobian    |                                                                           | a-Moll/A-Dur | 6/8      |
|     |                                      |                                                                           |              |          |
|     | Heft II                              |                                                                           |              |          |
| 7   | Die Lotosblume                       | Heinrich Heine                                                            | F-Dur        | 6/4      |
| 8   | Talismane                            | Goethe                                                                    | C-Dur        | 4/4-Takt |
| 9   | Lied der Suleika                     | Marianne von Willemer (urspr. Goethe zugesprochen)                        | A-Dur        | 4/4-Takt |
| 10  | Die Hochländer-Witwe                 | Burns, dt. Wilhelm Gerhard                                                | e-Moll       | 6/16     |
|     | Lieder der Braut                     | Rückert                                                                   |              |          |
| 11  | Nr. 1                                |                                                                           | G-Dur        | 2/4      |
| 12  | Nr. 2                                |                                                                           | G-Dur        | 2/4      |
|     |                                      |                                                                           |              |          |
|     | Heft III                             |                                                                           |              |          |
| 13  | Hochländers Abschied                 | Burns, dt. Gerhard                                                        | h-Moll       | 3/8      |
| 14  | Hochländisches Wiegenlied            | Burns, dt. Gerhard                                                        | D-Dur        | 4/4-Takt |
| 15  | Aus den hebräischen Gesängen         | Lord Byron, dt. Julius Körner                                             | e-Moll       | 4/4-Takt |
| 16  | Räthsel                              | Catherine Fanshawe (urspr. Lord Byron zugesprochen), dt. Karl Kannegießer | H-Dur        | 4/4-Takt |
|     | Zwei Venetianische Lieder            | Thomas Moore, dt. Ferdinand Freiligrath                                   |              |          |
| 17  | Nr. 1                                |                                                                           | G-Dur        | 2/4      |
| 18  | Nr. 2                                |                                                                           | G-Dur        | 2/4      |
|     |                                      |                                                                           |              |          |
|     | Heft IV                              |                                                                           |              |          |
| 19  | Hauptmanns Weib                      | Burns, dt. Gerhard                                                        | e-Moll       | 2/4      |
| 20  | Weit, weit                           | Burns, dt. Gerhard                                                        | a-Moll       | 6/8      |
| 21  | Was will die einsame Träne?          | Heine                                                                     | A-Dur        | 6/8      |
| 22  | Niemand. Seitenstück zu "Jemand"     | Burns, dt. Gerhard                                                        | F-Dur        | 4/4-Takt |
| 23  | Im Westen                            | Burns, dt. Gerhard                                                        | F-Dur        | 6/4      |
| 24  | Du bist wie eine Blume               | Heine                                                                     | As-Dur       | 2/4      |
| 25  | Aus den östlichen Rosen              | Rückert                                                                   | Es-Dur       | 2/4      |
| 26  | Zum Schluss                          | Rückert                                                                   | As-Dur       | 4/4-Takt |

### Heft I
Widmung (Nr. 1), das Eingangslied der Myrthen behandelt eines ihrer zentralen Themen, die Liebe in der Beziehung des „Du“ zum „Ich“. Der Text stammt von Friedrich Rückert, Schumann greift aber in den Text ein, indem er den Titel ändert und somit die Widmungsträgerin Clara direkt anspricht. Zudem wiederholt er die ersten vier Verse und den letzten, sodass eine ABA´-Form entsteht. Als Rahmentonart des Zyklus‘ etabliert Schumann mit der Widmung das As-Dur. Die Klavierbegleitung bewegt sich in Dreiklangsbrechungen in Achteln, die von charakteristischen Punktierungen durchzogen werden. Die zweite Strophe wird mit einem Tonartwechsel von As-Dur zu E-Dur verbunden, die Begleitung wechselt zu triolischen Akkordrepetitionen.
Eine melodische Wendung des Klaviernachspiels greift Schumann im darauffolgenden Lied Freisinn (Nr. 2) auf einen Goethe-Text auf. Motivisch und tonartlich eng verbunden, bildet es zusammen mit der Widmung eine Art doppelter Exposition, in der neben dem Thema Liebe auch Schumanns Künstlerkonzeption als eines „durch Liebe inspirierten und freien“ Mannes exponiert wird.
Mit einer mediantischen Wendung nach G-Dur vertieft Schumann das Liebesthema im Nussbaum (Nr. 3) auf einen Text von Julius Mosen, einem durchkomponierten Lied, dessen Klavierbegleitung durchgehend aus wellenartigen Sechzehntel-Bewegungen besteht, wobei vor allem der dominantische Sextvorhalt als charakteristische Harmonie auffällt. „Geschildert wird die Idylle eines aufblühenden Nussbaums, dessen paarige Fruchtstände einem Mädchen in lauem Sommerwind jene Gedanken trauter Zweisamkeit soufflieren, die es sich selbst nicht einzugestehen traut; ineins damit ist eine Perspektive von Hochzeit und Ehestand eröffnet.“
Formal frei gestaltet Schumann die erste Burns-Vertonung Jemand (Nr. 4), ein Lied mit „innigem“, aber auch „leidenschaftlichen“ Charakter, das von Brüchen, wechselnden Tempi und beinahe rezitativischen Passagen geprägt ist. Beinahe jede der zehn textlichen Variationen von „Jemand“ wird von Schumann mit einer anderen Vorhaltsbildung behandelt, bevor er mit dem Sextvorhalt des letzten „Jemand“ wieder auf die charakteristische Wendung des Nussbaums zurückgreift.
An den Schluss des ersten Heftes setzt Schumann wieder zwei Goethe-Lieder, deren Titel auf die Quelle, das „Schenkenbuch“ aus dem West-östlichen Divan, verweist. Lied Nr. 1 (Nr. 5) ist das kürzeste des gesamten Zyklus‘, eine knappe durchkomponierte Form, stellt das Motiv des einsamen Trinkens ins Zentrum, das hier aber eine Variation des Freiheits-Gedankens darstellt. Die Freiheit der formalen Gestaltung zeigt sich im überraschenden Takt- und Tonartwechsel in T. 10, der aber nach nur vier Takten wieder wie ein nachhallend variiertes Echo in die Grundtonart E-Dur zurückgeführt wird, die Schumann dann auch als Dominante zum nächsten Lied verwendet.
Das zweite der Lieder aus dem Schenkenbuch im Divan (Nr. 6) verbindet das Motiv des Trinkens mit der Annäherung an den Schenken, einen „lieblichen Knaben“. Möglich dass Schumann sich hier in Erwartung der Hochzeit mit Clara ironisch von eigenen homoerotischen Erlebnissen distanzieren möchte. Die energischen Synkopen des A-Teils und der akzentuierte e-Orgelpunkt wirken in ihrer nachdrücklichen Absage an den „Grobian“ ebenso überzogen, wie die A-Dur-Wendung im B-Teil als Einladung an den „künftig[en] […] Schenken“ zu idyllisch wirkt. Die abschließenden Worte „jeder Wein ist schmackhaft und helle“ können auch als delikate Anspielung verstanden werden, sodass das Klaviernachspiel durch seinen schalkhaften Charakter mehr vermittelt als nur den Zustand der Trunkenheit.

### Heft II
Schwerpunkte setzt Schumann im zweiten Heft mit Gedichtpaaren von Goethe und von Rückert. Das Heft bildet aber auch den Auftakt der Hochländer-Erzählung, die als Binnenhandlung im dritten Heft fortgesetzt wird, allerdings entgegen der Lebenschronik nach dem Tod einsetzt. Schumann verbindet den Beginn des zweiten Hefts mit dem ersten Heft (Nr. 3–6) in einer Tonartenabfolge G – e – E – a/A – F, die er fast identisch in den Liedern Nr. 17–23 wieder aufgreift.
Das zweite Heft beginnt mit Die Lotosblume (Nr. 7) auf einen Text von Heinrich Heine, der mit diesem Lied in den Zyklus eingeführt wird. Thema des Gedichts ist schüchterne Liebessehnsucht, unterschwellig aber auch die erotische Liebe. Schumann gestaltet trotz der durchkomponierten Form streng regelmäßige zweitaktige Phrasen, die jeweils einen Vers beinhalten. Die erste Strophe beginnt mit einem Clara-Motiv (T. 2/3), während in der zweiten Strophe durch die harmonische Wendung von der Dominanten C-Dur nach As-Dur (T. 9/10) „die Passage des buhlenden Mondes [zur] mediantische[n] Insel, abgegrenzt [wird] nicht nur durch ihre Tonalität, sondern auch durch das fehlende Bassregister“.
Hinter dem gebrochenen C-Dur-Dreiklang des mehrfach wiederholten „Gottes ist der Orient!“ am Beginn der Talismane (Nr. 8) vermutet Eric Sams eine Robert-Chiffre. Das „feierlich, nicht zu langsame“ Lied auf mehrere Sprüche aus Goethes West-östlichen Divan nimmt eine männliche Perspektive ein, wobei der Text auf eine Koransure zurückgeht. Den Schlüssel zur Aufnahme in die Myrthen könnte der G-Dur-Teil ab T. 21 bilden. Die Verse „Mich verwirren will das Irren; doch du weisst mich zu entwirren. Wenn ich handle, wenn ich dichte, gib du meinem Weg die Richte!“ verbinden das Motiv künstlerischen Schaffens mit dem Thema sorgender Liebe.
Ebenfalls auf den West-östlichen Divan greift Schumann im Lied der Suleika (Nr. 9) zurück; es stammt allerdings nicht von Goethe, sondern von Marianne von Willemer. Die innigen Verse, in denen als „Lied“ Poesie und Musik gleichermaßen angesprochen werden, vertont Schumann als variiertes Strophenlied mit einer verkürzten Wiederholung der ersten Strophe am Schluss. Charakteristisch sind die sehnsuchtsvoll chromatisch aufsteigenden Motive, deren erstes zu „Lied, empfind‘ ich deinen Sinn“ von Eric Sams wieder als Clara-Motiv identifiziert wird. Auch im Klaviernachspiel wird diese Chromatik aufgegriffen.
Die Hochländer-Witwe (Nr. 10), basierend auf einem Burns-Gedicht, steht im ungewöhnlichen 6/16-Takt in e-Moll. Das Schicksal einer vertriebenen Witwe, die alles verloren hat, bildet einen auffälligen Kontrast zu den es umgebenden Liedern und ist zyklisch nur mit den Fortsetzungen im dritten Heft aufzulösen.
Mit den beiden Liedern der Braut kehrt Schumann am Ende des zweiten Hefts zu Friedrich Rückert zurück. Mit der weiblichen Perspektive der Gedichte nähert er sich einer idealisierten Clara-Perspektive an. Das erste Lied (Nr. 11), innig, ein Andantino in G-Dur, ist ein variiertes Strophenlied. Eine Braut beruhigt ihre Mutter, dass die Liebe zu ihrem Mann die Liebe zu ihr nur noch vertieft habe. Über einer ruhigen Akkordfolge im Bass umspielt die rechte Hand beinahe durchgehend in fließenden Sechzehntelfiguren die Melodie der Singstimme.
Das zweite Lied der Braut (Nr. 12) schließt in Taktart und Tonart an das erste an. Aus den Rückert‘schen Versen schafft Schumann eine variierte Strophenform, wobei der Beginn der zweiten Strophe (T. 21) durch eine Fermate und den verminderten Septakkord verschleiert wird. Die Eingangsphrase „Lass mich ihm am Busen hangen“ (T. 5–8), die schon im Klaviervorspiel (T. 1–4) vorweggenommen ist, wird am Schluss des Liedes (T. 29–32) wiederholt und mit einem viertaktigen Nachspiel (T. 33–36) abgeschlossen. Auch in die Schlussfermate wird die unvollständige Bitte „lass mich“ noch einmal hineingesungen.

### Heft III
Das dritte Heft der Myrthen besteht aus sechs Liedern. Nur englischsprachige Dichter werden hier zusammengefasst. Es beginnt mit der Burns-Vertonung Hochländers Abschied (Nr. 13), das die Liebe zum Hochland und die Trauer des Abschieds beschreibt. Schumanns Vertonung ist ein variiertes Strophenlied in h-Moll, dessen dritte Strophe in der Variante H-Dur steht. Vor-, Zwischen- und Nachspiel sind identisch aufgebaut.
Der federnde Charakter des Nachspiels leitet zum kontrastierenden Hochländischen Wiegenlied (Nr. 14) über, das ebenfalls auf einer Burns-Übersetzung beruht und mit dem Schumann in die Parallele D-Dur wechselt. Schumann wählt für das schlichte Wiegenlied die Form des Strophenliedes.
Byrons Aus den hebräischen Gesängen (Nr. 15) ist das längste Lied des gesamten Zyklus‘. Durch das sehr langsame Tempo und die abwärts geführten chromatischen Linien erzeugt schon das Vorspiel eine bedrückende Stimmung. Das erste Zwischenspiel dieser durchkomponierten Form führt von der Grundtonart e-Moll für eine Strophe nach E-Dur und anschließend wieder nach e-Moll zurück. Die verletzte Seele des lyrischen Ichs kann nur durch die Musik gerettet werden: „Da brech‘ es [das Herz] oder heil im Sang.“ Thematisch verbinden sich hier Liebe und Kunst. Gemeinsam mit dem anschließenden Räthsel kann Aus den hebräischen Gesängen als „programmatisches Zentrum der Myrthen“ angesehen werden.
Dass das Räthsel (Nr. 16) nicht von Byron stammt, sondern von Catherine Fanshawe, konnte Schumann noch nicht wissen. Es ist das heitere Gegenstück zum vorhergehenden Lied, ein durchkomponiertes Lied in H-Dur. Die Lösung des Rätsels ist hier der Ton h, der nicht benannt wird, sondern am Ende nur im Klavier erklingt. „Die Musik […] spricht aus, was der Text nicht sagt. Damit beziehen sich beide Lieder – so gegensätzlich sie erscheinen – auf dieselbe Thematik: den romantischen Topos von der Überlegenheit des musikalischen Sprachvermögens über das der Wortsprache.“
Das abrundende Gedichtpaar des dritten Hefts bilden die zwei Venetianischen Lieder von Thomas Moore, einem Zeitgenossen Byrons. Beide Lieder stehen in G-Dur im 2/4-Takt und sind als einfache Strophenlieder komponiert, wobei Tempo und Charakter des ersten Liedes mit heimlich, streng im Takt angegeben sind, das zweite Lied aber mit munter und zart überschrieben ist. Das Thema der Nr. 17, welches schon durch das Vorspiel einen Kontrast zum Räthsel aufweist, ist die verführerische Liebe. Im zweiten der beiden Lieder spricht der Verführer den Gedanken an gemeinsame Flucht aus, wobei Schumann auch auf den Freiheitsgedanken aus der Nr. 2 Freisinn zurückgreift. Harmonisch schließt das Vorspiel des zweiten Venetianischen Lieds (Nr. 18) an den Schluss des ersten an und erreicht selbst erst in T. 6 die Grundtonart, ist also mehr Überleitung als Vorspiel. Eric Sams weist in der abschließenden „Bitte an eine verhüllte, aber doch erkennbare Schönheit, sie entführen zu dürfen“, das Clara-Motiv nach (T. 23/24).

### Heft IV
Im vierten Heft vertont Schumann Gedichte von Heine und Rückert und legt noch einmal einen Schwerpunkt bei Burns. An den Schluss stellt Schumann zwei Rückert-Lieder und schließt damit einen Bogen zur Widmung des Beginns wie auch zu den beiden Brautliedern in der Mitte des Zyklus‘.
Das Lied Hauptmann’s Weib (Nr. 19) bildet den Auftakt zu einem Gedichtpaar von Burns, das mit einer markanten Punktierung des einleitenden Ausrufs „Hoch zu Pferd!“ beginnt. Wie in mehreren anderen Liedern der Myrthen greift Schumann auch hier durch die Wiederholung der ersten Strophe nach der dritten in den Text ein. Formal schafft er damit eine ABB’A‘-Struktur mit abschließendem Klaviernachspiel, das motivisch auf den B-Teil zurückgreift.
Im Gegensatz zum martialischen Tonfall dieses Lieds steht Burns‘ Weit, weit (Nr. 20), das einen von Liebessehnsucht gezeichneten melancholischen Frauentypus zeigt, deren Geliebter „über die Berge weit, weit“ ist. Seinen expressiven Höhepunkt erreicht das einfache Strophenlied erst im Klaviernachspiel nach der dritten Strophe.
Sinnbildlich für das Thema „Liebesschmerz“ steht die Träne im Heine-Lied Was will die einsame Träne (Nr. 21). Eine weit zurück liegende Liebesbeziehung beschäftigt das lyrische Ich noch immer. Formal greift Heine in den vier Strophen die ABBA‘-Form mit motivisch freiem Nachspiel aus Hauptmann’s Weib auf, schafft aber durch das ziemlich langsame Tempo einen vollkommen anderen Charakter, der an das unmittelbar vorhergehende Weit, weit anschließt. Der fragende Gestus des Textes findet in der Unbestimmtheit des verminderten Septakkords am Beginn eine harmonische Entsprechung.
Als korrespondierendes „Seitenstück“ zum Lied Nr. 4 Jemand ist das Strophenlied Niemand (Nr. 22) angelegt, als Kontrast mit frischem Tempo und durchgehend männlicher Perspektive aber auch im Kontext des vierten Heftes. Das Thema „Freiheit“ zeigt sich hier in einer überspitzt-ironischen, ich-bezogenen Spielart, die sich in der Häufung der Pronomina „ich“ oder „mein“ zeigt. Die Vordergründigkeit dieser besitzergreifenden Haltung entlarvt Schumann mit der in jedem Vers gleichen rhythmischen Struktur.
Im Westen (Nr. 23), eine zweistrophige durchkomponierte Form ohne Vor- oder Nachspiel, greift das F-Dur von Niemand auf, schließt aber mit der weiblichen Perspektive an die Lieder Nr. 19 und 20 an, womit Schumann eine Binnengruppierung analog zu den Hochländer-Liedern in den Heften II und III schafft.
Heines Du bist wie eine Blume (Nr. 24) gilt als einer der meistvertonten Texte überhaupt. Liebe, Schönheit und Vergänglichkeit sind die Themen, die Heine mit dem einleitenden Blumenvergleich und der antithetischen Strophengestaltung anschlägt. Auffällig ist Schumanns metrische Gestaltung aller acht Phrasen: Die regelmäßigen Jamben der ersten Strophe setzt er in auftaktige Phrasenbeginne um, variiert jedoch schon in rhythmischen Details; Phrase c beginnt nach dem betonten Taktbeginn, Phrase d volltaktig. Der akkordische Klaviersatz gewinnt ab dem Ende der zweiten Strophe an satztechnischer Eigenständigkeit, die im Nachspiel, einem klavier-poetischen Kleinod Schumanns, ihre Fortsetzung findet. Mit dem As-Dur verweist Schumann zurück auf die Widmung (Nr. 1), mit der Blumen-Metaphorik verbindet sich aber auch die Clara-Sphäre, der dieses Lied zugehört.
Auf die literarische Herkunft des Gedichts verweist Schumann im Lied Nr. 25 Aus den östlichen Rosen, von Rückert noch als Ein Gruss an die Entfernte aus seinem Zyklus Oestliche Rosen betitelt. Auch hier liegt die biographische Bezugnahme auf die andauernde Trennung von Clara während der Entstehung der Lieder nahe.
Eine neue Perspektive nimmt erst Zum Schluss (Nr. 26) ein, in dem der unvollkommenen Situation der Brautschaft auf der Erde eine ideale Liebe im Himmelreich gegenübergestellt wird. Den Zyklus abrundend stehen die beiden Strophen dieses durchkomponierten Lieds in As-Dur, mit der Schumann den Zyklus begonnen hatte. Auch die Reihe der Liebe und Hochzeit behandelnden Rückert‘schen Lyrik wird hiermit abgeschlossen.

## Gesamtaufnahmen
| Nr. | Interpreten | Erscheinungsjahr |
| --- | --- | ---------------- |
| 1   | Petre Monteanu (Tenor), Franz Holetschek (Klavier) | 1955             |
| 2   | Edith Mathis (Sopran), Dietrich Fischer-Dieskau (Bariton), Christoph Eschenbach (Klavier)                                                                             | 1975/1981/1982   |
| 3   | Lynne Dawson (Sopran), Ian Partridge (Tenor), Julius Drake (Klavier)                                                                                                  | 1994             |
| 4   | Röschmann (Sopran), Ian Bostridge (Tenor), Graham Johnson (Klavier)                                                                                                   | 2002             |
| 5   | Sophie Koch (Sopran), Nelson Goerner (Klavier) | 2005             |
| 6   | Diana Damrau (Sopran), Ivan Paley (Bariton), Stephan Matthias Lademann (Klavier). Briefe von Robert und Clara Schumann, gelesen von Martina Gedeck und Sebastian Koch | 2006             |
| 7   | Nathalie Stutzmann (Alt), Michel Dalberto (Klavier) | 2008             |
| 8   | Juliane Banse (Sopran), Olaf Bär (Bariton), Helmut Deutsch (Klavier)                                                                                                  | 2010             |
| 9   | Andrea Lauren Brown (Sopran), Thomas E. Bauer (Bariton), Uta Hielscher (Klavier)                                                                                      | 2011             |
| 10  | Camilla Tilling (Sopran), Christian Gerhaher (Bariton), Gerold Huber (Klavier)                                                                                        | 2019             |

Aufnahmen von einzelnen Liedern der Myrthen findet man viele. Gesamtaufnahmen hingegen sind eher rar. Von den insgesamt zehn Gesamtaufnahmen der Myrthen sind sieben auf eine Männer- und eine Frauenstimme aufgeteilt, eine Aufführungspraxis, die auch durch die offene Besetzungsangabe „für Gesang und Pianoforte“ naheliegt. Die Aufteilung der Lieder auf die verschiedenen Stimmlagen ist jedoch bei jeder Aufnahme unterschiedlich, wodurch inhaltliche Schwerpunkte verschoben werden und andere Sinnzusammenhänge entstehen.
Wird etwa Nr. 1 Widmung von einem Mann gesungen, so hebt dies die biographische Konstellation der Widmung des Liederzyklus durch Robert Schumann an seine zukünftige Ehefrau Clara hervor. Übernimmt die Frauenstimme die Widmung, so rückt das Thema selbst, die Liebe als Ausgangspunkt für künstlerische Inspiration, in den Vordergrund. Auch in anderen Liedern erscheint die Besetzung wie ein Rückverweis auf die Biographie von Braut und Bräutigam, wenn z. B. in der Nr. 16 Räthsel der Eindruck erweckt wird, Robert würde Clara dieses Rätsel persönlich stellen, während dieses Lied in anderer Besetzung eher wie ein innerer Monolog erscheint.